# Dolores Miralles Esteve
Dolores Miralles Esteve, també coneguda com Lolita Miralles (Elda, 12 d'octubre de 1918 - Elda, 29 d'octubre de 2012) fon una empresaria del calcer valenciana.
Fon filla de Basiliso Miralles Botella, president del PSOE d'Elda i un dels fundadors de la Cooperativa de Casas del Progreso i de la Mutualidad Médico-Quirúrgica. Comença a treballar als setze anys, fon la primera dona en formar part de l'Associació de Fabricants de Calcer i des del 1948, la primera propietària d'una fàbrica de calcer.